# プラチナエンド
『プラチナエンド』 (Platinum End) は、大場つぐみ（原作）、小畑健（漫画）による漫画作品。『ジャンプスクエア』（集英社）にて2015年12月号から2021年2月号まで連載された。大場と小畑のタッグによる作品としては『DEATH NOTE』『バクマン。』に続く第3作となる。2020年12月時点で単行本の世界累計発行部数は450万部を突破している。テレビアニメが2021年10月から2022年3月まで放送された。

## 作風
本作では人と天使の話であり、天使の輪も登場するがゴシック風の細かい装飾の入った輪ではなく、シンプルで幾何学的なモチーフが取り入れられている。また、『DEATH NOTE』や『バクマン。』が週刊誌連載であったのに対し、本作は月刊誌連載であり1号での掲載ページ数の増加と刊行ペースの関係から、1話の読み応え、次号への「引き」への工夫を施している。
『ジャンプスクエア』副編集長で担当編集の吉田幸司によると、大場と小畑タッグの前作である『バクマン。』の終盤に劇中劇（『バクマン。』の世界観で登場する漫画）として天使や翼といったキーワードを持つ作品があったことから、この時より大場の中に本作のアイデアがあったのではないかと推測している。また『DEATH NOTE』が「悪」や「死」をテーマとしていたのに対し、吉田は本作のテーマが「幸せ」になると予測している。

## あらすじ
家族を事故によって亡くした架橋明日は叔母一家に引き取られたが、一家全員からの凄惨な児童虐待によって生きる気力を失くし、中学卒業の日にマンションの屋上から飛び降り自殺を図る。しかし、地面に激突する寸前に天使のナッセによって命を救われた明日は、家族の事故が叔母夫婦に仕組まれた物だということを聞かされ、天使の翼と矢を授けられた。天使の力を得た後、親戚による呪縛から解放され生きる気力を取り戻した明日に、ナッセは「同様の力を与えられた人間は他に12人居り、その中から神となる候補を999日の期限以内に選ぶ」と告げる。
そんな中、一人の神候補がヒーロー「メトロポリマン」に扮し大衆の前に現れる。人助けをして己の存在を誇示するメトロポリマンは、「12人の敵を倒す」つまり、自分以外の神候補を皆殺しにして自分が神になることを宣言し、天使の力を使って神候補の殺害や犯罪者の粛清をしていく。危険な思想を持つ彼に警戒心を抱きながらも日常生活を送ろうとする明日だったが、同じく神候補になっていた同級生・花籠咲に赤の矢を刺されてしまう。幸いにも彼女に好意を抱いていたために対立には至らず、翼を持たない彼女を守るべく協力関係を結ぶ明日だったが、後日メトロポリマンにおびき出された3人の神候補が殺害される場面に出くわす。さらに警戒心を強める2人だったが、同じ思想を持つ神候補・六階堂七斗とも協力関係を結び、メトロポリマンに立ち向かうことを決める。
他の神候補をさらに減らそうとするメトロポリマンこと生流奏は、犯罪者を利用した囮作戦やテロまがいの破壊工作を敢行するようになり、六階堂の協力で装備を整えた明日は本格的に彼と相対することになる。この遭遇により手傷を負った奏は明日たちを本気で排除することを決断、自分に心酔する神候補の一人・底谷一を使って六階堂の家族を拉致し明日たちをおびき出す。奏が翼を分け与えた部下たち、新たに翼を得た咲と赤の矢で寝返った一を交えた戦いの末、一は明日を守って散り、奏は六階堂に射殺され、その六階堂も病に冒された身体が限界を迎え、3人の神候補が脱落する。

## 登場人物
声の項はテレビアニメ版の声優。

### 主要人物
架橋 明日（かけはし みらい）
声 - 入野自由、坂本真綾（幼少期）
本作の主人公。ささやかな「普通の幸せ」を望む少年。両親と弟の死後、叔母一家に引き取られるも、一家全員に凄惨な児童虐待を受け続け、学校でもいじめを受けるなど、劣悪な生活を送り続けていた。そんな人生に嫌気がさし、中学卒業直後に飛び降り自殺を図るが、ナッセによって「神候補」に選ばれたことで生きる希望を取り戻し、望む形ではなかったものの親戚との決別を果たす。
高校に進学してからは、同じく神候補になっていた咲と両想いになりながらも、神候補としての立場とそれを巡る周囲に翻弄される日々を送る。
両親の教えから「幸せになるために生きる」ことを第一としており、そのため他人を傷つけることを嫌い、相手が敵であっても「白の矢」の使用を忌避している。
ナッセ
声 - 小倉唯
明日に憑いている「純粋無垢」の特級天使。少女のような容姿をしている。神選びの前から明日の様子を見ており、彼を神にすることよりも彼自身の願いである「幸せになること」を望む。常に笑顔で天真爛漫だが、感覚や常識は人間のそれと乖離しており、明日のためになるなら他人の命を奪うことも厭わない言動を取る。

花籠 咲（はなかご さき）
声 - M・A・O
本作のヒロイン。明日が想いを寄せる少女で神候補の一人。持つ力は赤の矢で、後に自分用の翼を得る。
明日とは小学生の頃から家族ぐるみの付き合いがあったが、彼が学校でいじめを受けるようになってからは周囲に迎合する形で彼のいじめに加わってしまい、その後ろめたさから長年良心の呵責に苦しんでいた。中学の卒業式の後に謝罪を決意するものの、彼の飛び降り自殺の場面を目撃してしまい、失意のうちに入水自殺を図ったことでルベルに神候補として選ばれた。
その後、明日が生存し叔母一家から解放されたことに安堵するも、彼への罪悪感は未だ残り、神候補として協力するようになり非力な自分を必死で守ろうとする明日の姿に胸を痛めていた。メトロポリマンとの戦いを経て彼が傷つくことに耐えられなくなり自分の罪を告白し死を願うが、明日の荒療治により「生きたい」という本心を吐露し、真の意味で生きる希望を取り戻した。
ルベル
声 - 花江夏樹
咲に憑いている2級天使。明日を利用して咲を神にし、成り上がろうと目論む自称「悪知恵の天使」。飄々と振舞っているが、これは建前であり、咲が六階堂から渡された戦闘用のスーツを着た際にコスプレのような感じになり周囲が可愛いと褒めた中で自分だけは「趣味か！？」と呆れるなど、むしろ常識的な感性を持っている。
咲に翼を与えるためバレの称号であった「知識の天使」となるべく学習を始めるが上手くいかず、メトロポリマンとの決戦開始直前に己の不甲斐なさに苦悩するが、それにより天使では初めて涙を流したことで「人間の気持ちを理解できるようになった」と神に評価され「感情の天使」として1級天使に昇格を果たす。

### 神候補
ロドリゲス 頓間（ロドリゲス とんま）
声 - 杉田智和
38歳のお笑いタレント。本名は頓間諒介。
ルタから赤の矢を受け取ると、それを利用して女性タレントを次々と意のままに操りハーレムを作り上げ快楽を貪る。しかし、複数の女性との交際宣言をテレビ番組の芸能ニュースで、なおかつルタを憑かせたまま堂々と行ったことにより、知らないうちに他の神候補たちに対し自らも神候補であると周知してしまう。その結果、テレビ局の駐車場に停めた車の中でアイドルたちと乱交している最中にメトロポリマンに扮した奏の襲撃を受け、状況を把握する間もないまま白の矢によって死亡。神候補の中で最初の脱落者となる。
ルタ
声 - 子安武人
頓間に憑いていた2級天使。神選びについては「低級の自分が成り上がることなど不可能」と最初から諦めており、早々に解放されたいがために頓間を選んだ。結果目論見通りになったが、頓間を殺した奏に対しては興味を抱いていた。
田淵 三郎（たぶち さぶろう）、畠山 省吾（はたけやま しょうご）
声 - 吉野裕行（田淵）、平川大輔（畠山）
浪人生の2人組。同じ予備校に通い難関大学を目指す仲間だったが、田淵は一浪、畠山は三浪の末に受験に失敗する。他の生き方に希望を見いだせず、2人で自殺しようと考えていたところを神候補に選ばれた。難関大学を目指していただけあって豊富な知識を持ち、翼と矢の性能についてもある程度習熟している。
「どちらかが神になり相棒を幸せにする」という決意のもと神を目指していたが、その障害となるメトロポリマン（奏）を危険視し、彼の呼びかけに対し別カラーのメトロスーツを入手・着用して神保球場に現れるが、二重に仕掛けられた罠に嵌められ2人とも白の矢により死亡する。
エグラ、エマカ
エグラは田淵に、エマカは畠山に憑いていた1級天使。2人の死後、奏の要求に仕方なく従い、翼と矢を引き渡した。
中矢間 知代（なかやま ちよ）
声 - 杉浦しおり
小学生。学校でいじめに遭っていたことから人生に絶望しており、神候補となって翼を得た。
メトロポリマンの呼びかけにより球場へ赴き、彼に反抗する田渕と畠山に恭順の意を示すも、隙を突いた奏に赤の矢を刺されてしまう。最終的に用済みとされ、白の矢で死亡。
ジャミ
声 - 芳野由奈
知代に憑いていた2級天使。目を閉じた少年の姿をしている。知代とは信頼関係があったらしく、彼女が奏に殺されそうになった際には他の神候補に助けを求めていた。
六階堂 七斗（むかいどう ななと）
声 - 森川智之
アパレル関係の仕事をしているサラリーマン。一人称は「自分」。既婚者で妊娠中の妻と子供がいる。末期癌に侵され、生きる望みを断たれたことから神候補に選ばれた。しかし、神選びの期限までの延命が困難であったために挫折し、神に相応しくない振る舞いをするメトロポリマン以外の神候補を探し人柄を見定め、共闘してメトロポリマンを倒すべく行動していた。
メトロポリマンが3人を殺害した日の夜、神保球場での振る舞いから神候補と特定した明日と咲に接触、協力関係を結ぶ。自分の伝手で明日と咲に正体偽装用のスーツを提供しており、自身は自衛隊から拝借したプロテクターと銃火器を扱う。家族の幸福を願い戦った末にメトロポリマンこと奏を殺害するが、投薬治療で無理やり延命していた身体が限界を迎え、運び込まれた病院にて息を引き取った。翼と矢は生前の約束通り、咲が譲り受けた。
バレ
声 - 茅野愛衣
六階堂に憑いている1級天使。左目にモノクルを付けている。「知識の天使」の異名を持ち、天使や神、その歴史から天界のあらゆる知識まで身につけている。元は特級天使だったが、知識をひけらかし特級から1級に降格している。
病床に臥せっていた六階堂を神候補に選び、神選びに関する知識を授けた。ルベルに昇格するための方法を教える。
生流 奏（うりゅう かなで）
声 - 石川界人
エリート校「上層学園」理事長の孫で、同校に通っている少年。裕福な家系に育ち眉目秀麗だが、その出自ゆえに他人を見下している。
かつて自分の過ちで妹を見殺しにしてしまい、それを悔いて自殺しようとしたところを「神になれば妹を天使として蘇らせることができる」とメイザに吹き込まれ神候補になり「自分以外の神候補を皆殺しにして神候補になる」という野望を抱く。
元々自分と妹以外の命を軽んじていたため殺人に対する忌避感は皆無で、神候補であろうと無関係な人間だろうと命が奪われることに良心の呵責はなく、邪魔になるならば白の矢や爆弾による殺人も平気で行う。
神候補になった当初は昔の特撮ヒーロー「メトロポリマン」に扮して悪人を倒す覆面ヒーローとして活動し、世間に自分の存在をアピールすると同時に他の神候補を牽制する。手始めに頓間を殺害するが、1か月経っても動こうとしない他の候補たちに業を煮やし、衆人環視の前での話し合いを提案して動くように仕向け、神保球場にて罠にかかった3人を排除する。さらに、美々々をはじめとした危険人物を手駒にして義憤に駆られた他の神候補をおびき出すなど狡猾な策を用いるが、最後は六階堂に射殺され、それまで収集していた力は事前に赤の矢を刺していた向に渡った。
メイザ
声 - 井上喜久子
奏に憑いている特級天使。
「欲望の天使」と呼ばれ、手段は不明だが無級から特級に昇格している。
底谷 一（そこたに はじめ）
声 - 前野智昭
貧困層で生まれ育った青年。
非常に貧乏な家に醜い容姿で生まれ、周囲からの中傷にさらされながら高架下に建てられたプレハブ小屋に母親と暮らしていた。しかし、高校在学中に突然母親が首を吊ってしまったことで絶望し、自身も後追い自殺を試みたところをバルタに選ばれ神候補になった。当初は与えられた力に困惑していたが、世間でヒーローとして活躍するメトロポリマン（奏）が自分と同じ神候補であることを知り、彼を英雄視するようになる。それからは彼のようになりたいと考え、赤の矢で医師たちを魅了して美容整形を繰り返し、それと並行して体を鍛え美男子へと変貌を遂げた。ただし、それまで他人と関わる機会が極端に少なかったためコミュニケーション能力や感情表現に難がある（言葉を発すると吃音になり、無理に笑顔を作ろうとすると表情が歪む）。神選びにおいては、直接の攻撃手段がないため業物の日本刀を武器として扱う。
整形の過程で偶然奏がメトロポリマンであることを知ると、コンタクトをとって自ら下僕になることを志願する。忠誠の証として他の神候補の身柄を要求され、赤の矢を用いた調査の末に六階堂に行きつき自宅を襲撃、妻子を拉致して誘き出す。
バルタ
声 - 緑川光
一に憑いている1級天使。あらゆる予感が的中する「勘の天使」。善悪への興味はなく、「そうしたほうが面白そうだから」という勘を頼りに行動する。そのためナッセたちと立場上敵対した際にも傍観者に徹し、自発的な一への手助けは一切しなかった。
結糸 向（ゆいと すすむ）
声 - 潘めぐみ
小学生。将来への不安を持ち、孤独で寂しい思いをしているところを、ペネマによって赤の矢と翼を手に入れた。その後、神保球場でメトロポリマンの虐殺を目にしたことで恐怖し、その正体が奏であることを突き止めると不意を打ち赤の矢で下僕に変え、彼の死後に大量の翼と赤の矢、そして白の矢を手にする。
その後、世間に向けて神選びの秘密を明かす。
ペネマ
声 - KENN
向に憑いている1級天使。「遊戯の天使」。
手毬 由理（てまり ゆり）
声 - 大西沙織
広告代理店に勤務していた女性。2度の自殺未遂ののち神候補となる。SNSが趣味で、神候補となってからは贅沢三昧の生活を送っている。
ヤゼリ
声 - 竹内良太
由理に憑いている2級天使。自称「真実の天使」。
中海 修滋（なかうみ しゅうじ）
声 -山下大輝
中学生。安楽死を肯定する考えを持ち、自らも自殺願望を持つ。神候補となった後は死にたい人間に対して天使の道具を用いて自殺の手助けをしていた。
オガロ
声 -朴璐美
修滋に憑いている1級の天使。「闇の天使」。
米田 我工（よねだ がく）
声 -津田健次郎
ノーベル賞の受賞経験を持つ大学教授。「世界最高峰の頭脳」との異名を持つ。
ムニ
声 -平野文
我工に憑いている特級天使。「破壊の天使」。
神
声 - 屋良有作
地球における神。寿命が近づいたことから、地球人類の中から新たな神を選ぶよう天使たちに言いつける。

### 神候補の身内・関係者
明日の家族・叔母一家
父（声 - 浜田賢二）、母（声 - 中原麻衣）、弟の開良（あきら、声 - 篠原侑）の3人。明日が小学生のときに自家用車の爆発事故で死亡している。実際は遺産と保険金目当てで父方の叔母夫婦（声 - 落合福嗣、小林ゆう）が車に細工をしたことによる殺人であり、さらに叔母一家は保険金目当てで明日を養子縁組し実子を使ってまで日常的に虐待していた。叔母は「赤の矢」で刺された際に犯行を自白した末、ショックを受けた明日が令した「あんたたちが死ねばいい」という言葉に従い首を包丁で掻き切り自殺。叔父については殺人を是としなかった明日の意向で、後日「赤の矢」を刺して架橋家殺害の罪を償わせるため警察に自首となった。これに伴い、残った両親の遺産は明日に移っている。
南河 水清（みなみかわ みずきよ）
声 - 千葉翔也
奏のクラスメイト。
彼の「自分が神になったら何がしたい」という何気ない問いに対し「ブスに死んでもらう」と軽い気持ちで答えたことが、期せずして美々々による凶行を招いてしまう。その後、タワー爆破事件の後で奏が負傷していたことから、彼がメトロポリマンではないかと疑うが、問答の件もあって真相を知ることが怖くなり口をつぐむことにした。
奏の死後は彼女ができ、それなりに幸福を享受していたが、明日の接触を受け成り行きで行動を共にする。
六階堂の家族
妻のあや（声 - 田中理恵）とまだ幼い娘の菜々香（ななか、声 - 羊宮妃那）の2人。さらにあやは第2子を身ごもっている。六階堂は自分がいなくなった後の家族の生活保障のため「赤の矢」を私的利用して資産家から2億円を不正に譲り受けている。
生流 怜愛（うりゅう れあ）
声 - 後本萌葉
奏の妹で故人。兄同様の美しい容姿を持つ。「世界は汚れたもの」という考えを持つ奏の意向で彼が考える「汚いもの」から遠ざけられた生活を送っていたが、あるとき異性からの告白を受け、それを受け入れようとしたことで奏と口論になり、誤って階段に頭を打ちつけてしまう。すぐに治療すれば助かったが、「このまま死ねば美しい状態の怜愛のままだ」と魔が差した奏により見殺しにされ、遺体は腐敗防止措置を施され保存されることになった。
山田 美々々（やまだ みみみ）
声 - 前田佳織里
通称「ミスリン」（劇中のニュース記事では「み³」とも表記されている）。読者モデルとして活動していた美少女だったが、美少女を性行為の果てに殺すことで快感を覚える殺人嗜好者であり、2年前、当時14歳のときに3人の女子中学生を殺害したことで少年院に入れられていた。
神候補を炙り出すための駒として奏に「赤の矢」を刺された上で「赤の矢」と翼を貸与され脱走、彼の命令で「可愛くない女子中学生」に矢を刺して愉しんだ後に殺害し、翼を持つ者でなければ辿り着けない高層タワーの頂部に遺棄することで、犯行にメトロポリマンが関与していることを他の神候補に周知した。結果六階堂をおびき寄せることには成功したが、その時点で用済みだったため遺棄現場に仕掛けられた爆弾の爆発により死亡した。
幕松 竜二（ばくまつ りゅうじ）
声 - ボルケーノ太田
メトロポリマンの部下の1人。
元自衛隊員で大量の銃器を盗んで脱走した。
小日向 冬子（こひなた ふゆこ）
声 - 田澤茉純
メトロポリマンの部下の1人。
製薬会社の研究員。研究成果のためなら他者の犠牲も厭わない。
星 雅矢（ほし まさや）
声 - 土田大
眼鏡をかけた警察官の男性。弓木と共に神候補に協力し、彼らの保護を試みる。
弓木 愛美（ゆみき まなみ）
声 - 石川由依
警察官の女性。上司である星とは恋人同士であり、同棲している。

## 用語解説
天使
外見上は背中や腰から翼を生やし、レース状の模様の意匠と金色の装飾品を身に着けた白い人型をしている。瞳の色は各自の頭上に光る天使の輪と同色。特級・1級・2級と階級が存在しており、稀に昇格や降格も生じる。通常の人間には見えないが、「天使憑き」の人間には他の天使が見える。
選ばれた13人の天使は999日を期限とし新たなる神候補を選ぶことが仕事だが、新たなる神の側近となるよう野望を持つ者もいれば、ルタのように端からやる気のない天使もいる。
特級天使は翼・赤の矢・白の矢を3つとも人間に与えることができる。1級は翼と赤の矢の両方を、2級は翼か赤の矢かどちらか一方を与えることができる。
特級は何かに卓越した天使に与えられる。ナッセの場合は「純真無垢（ピュア）」。
神候補
13人の天使たちが、各自の判断により選んだ「次代の神」の候補である人間。選ばれる条件は共通して「生きる希望を失くした者」かつ「日本在住であること」。
天使から「新たな生きる希望」として翼と矢を与えられており、これが神候補の証となるが、神候補の座を返上することは「生きる希望を再び放棄する」ことになり、その場で死亡する。
神候補が死んだ場合、与えられていた翼と矢は天使に回収されるが、生前に受け渡しを約束する、回収した天使に要求する、所持者を殺害するなどの手段を経れば他の神候補に所有権が移る。
翼と矢を余分に持っている場合、他者への譲渡が可能。神候補でない者でも、赤の矢を刺しておけば有効期間の33日間だけ自由に使うことができる。
翼
高速での飛行、移動が行える。発射されることを認識していれば、数メートル以内から発射された銃弾をかわすことも可能な速度を出せる。
天使の矢
射る対象を認識していれば基本的に外れることは無い。例外として矢の飛行速度よりも翼での飛行速度のほうが速いため、翼を持った者が逃げれば当たることはない。
翼同様に通常の人間には見えず、使用者が翼で高速移動を行っている時は使えない。
射程距離は31.6メートル、連続して射つ場合1射目と2射目との間隔に2秒必要。ただし、赤と白を同時に出しておき、別々に放つ場合は0.3秒ほどの間隔で済む。2矢以上を連結させて放つと射程も累加する。
赤の矢
射た人間を33日間魅了させることができる。1人につき1度しか効果はなく、射た人間が死亡した場合は効果も消える。他の神候補の矢が刺さっている場合、先に刺さっているほうが優先され弾かれる。
相手が強い悔悟の念を抱くような行動をしていた場合（射られる前には悔悟する気持ちが微塵もなくとも）、自害させることも可能。
同時に使用可能な矢の本数は14本まで。ただし、矢を刺されている人間が死亡すると矢は使用者のもとに戻り、再使用できるようになる。
白の矢
特級天使に憑かれた候補のみが与えられる道具。射られた生物を苦しませずに即死させることができる。本来は寿命が近い人間を安楽死させるために用いられるもの。

## 書誌情報
- 大場つぐみ（原作）・小畑健（漫画） 『プラチナエンド』 集英社〈ジャンプ・コミックス〉、全14巻
  1. 2016年2月9日発行（2月4日発売[集 1][15]）、ISBN 978-4-08-880637-2
  2. 2016年5月7日発行（5月2日発売[集 2]）、ISBN 978-4-08-880709-6
  3. 2016年8月9日発行（8月4日発売[集 3]）、ISBN 978-4-08-880760-7
  4. 2016年11月9日発行（11月4日発売[集 4]）、ISBN 978-4-08-880814-7
  5. 2017年2月8日発行（2月3日発売[集 5]）、ISBN 978-4-08-881009-6
  6. 2017年6月7日発行（6月2日発売[集 6]）、ISBN 978-4-08-881080-5
  7. 2017年11月7日発行（11月2日発売[集 7]）、ISBN 978-4-08-881161-1
  8. 2018年4月9日発行（4月4日発売[集 8]）、ISBN 978-4-08-881370-7
  9. 2018年9月9日発行（9月4日発売[集 9]）、ISBN 978-4-08-881426-1
  10. 2019年2月9日発行（2月4日発売[集 10]）、ISBN 978-4-08-881729-3
  11. 2019年7月9日発行（7月4日発売[集 11]）、ISBN 978-4-08-881887-0
  12. 2020年2月9日発行（2月4日発売[集 12]）、ISBN 978-4-08-882190-0
  13. 2020年9月9日発行（9月4日発売[集 13]）、ISBN 978-4-08-882392-8
  14. 2021年2月9日発行（2月4日発売[集 14]）、ISBN 978-4-08-882555-7

## テレビアニメ
2021年10月から2022年3月までTBSほかにて放送された。全24話で作品の完結までが描かれている。

### スタッフ
- 原作 - 大場つぐみ、小畑健[3]
- シリーズディレクター - 髙橋秀弥（1st）[17]、黄瀬和哉（2nd）[17]
- シリーズ構成 - 猪爪慎一[3]
- キャラクターデザイン - 大舘康二[3]
- 総作画監督 - 大舘康二、Cindy H. Yamauchi、重本和花子（1st）、黄瀬和哉（2nd）
- メカデザイナー - 吉田大洋
- プロップデザイン - 蘇詩宜
- CGディレクター - 池田正憲[3]、江田恵一
- 美術監督 - 草薙[17]
- 美術設定 - 成田偉保[17]
- 色彩設計 - 池田歩美[17]
- 音響監督 - 濱野高年[3]
- 音響制作 - 見留滉平
- 撮影監督 - 魚山真志
- 編集 - 上野勇輔[17]
- 音楽 - 得田真裕[3]
- 音楽プロデューサー - 横尾勇亮
- 音楽制作 - ポニーキャニオン
- プロデューサー - 片山悠樹、上田智輝、萩原良輔、大和田智之、嵯峨隼人、伊藤拓己
- アニメーションプロデューサー - 千野孝敏、小川拓也
- アニメーション制作 - シグナル・エムディ[3]
- 製作 - プラチナエンド製作委員会（TBSテレビ、ポニーキャニオン、ぴえろ、BS11、電通、メディコス・エンタテインメント）

### 主題歌
「Sense」
BAND-MAIDによるオープニングテーマ。作詞はMIKU KOBATO、作曲・編曲はBAND-MAID。
「降伏論」
宮下遊による1stシリーズエンディングテーマ。作詞はhotaru、作曲はTom-H@ck、編曲はKanadeYUK。
「ラストストロウ」
空白ごっこによる2ndシリーズエンディングテーマ。

### 各話リスト
第1話から第14話を1stシリーズ、第15話から第24話までを2ndシリーズとしている。
| 話数   | サブタイトル   | 脚本     | 絵コンテ          | 演出              | 作画監督 | 総作画監督        | 初放送日       |
| ------ | -------------- | -------- | ----------------- | ----------------- | --- | ----------------- | -------------- |
| 第1話  | 天使の贈り物   | 猪爪慎一 | 髙橋秀弥          | 髙橋秀弥          | 大舘康二 | -                 | 2021年 10月8日 |
| 第2話  | 正義のヒーロー | 猪爪慎一 | 大槻敦史          | 西畑佑紀          | 森田二惟奈 重本和花子 チャ ミョンジュン ク ジャチョン 加藤初重 蘇詩宜 | 重本和花子        | 10月15日       |
| 第3話  | 憧れの人       | 大西信介 | 黄瀬和哉          | Jang Hee kyu      | Jeong Yeon soon Joung Eun joung Kim Yoon jung Won Chang hee | Cindy H. Yamauchi | 10月22日       |
| 第4話  | 集結の瞬間     | 石田勝也 | 佐藤竜雄          | 外山草            | 福地祐香 玉井あかね 竹谷今日子 チャ ミョンジュン ク ジャチョン | 大舘康二          | 10月29日       |
| 第5話  | 死の宣告       | 冨岡淳広 | 坂田純一          | Oh Eun soo        | Kwon Oh sik Kim Si won Park Se young Joung Eun joung | Cindy H. Yamauchi | 11月5日        |
| 第6話  | 苦渋の二択     | 猪爪慎一 | 青山弘            | 西畑佑紀          | KIM BONG-DUK JO EUN-KYUNG KIM YUN-JUNG YEON JI-HYE LIM SU-KYUNG | 重本和花子        | 11月12日       |
| 第7話  | 悪夢のタワー   | 石田勝也 | 久保雄介          | 久保雄介          | 山﨑匠馬 西谷衆平 竹谷今日子 末澤慧 吉田大洋 福地祐香 古山瑛一朗 HANGXINHUA GUYINQIU Yu seunr hee Park myoung whan                                                                        | 大舘康二          | 11月19日       |
| 第8話  | 約束のしるし   | 大西信介 | 吉川博明          | Jang Hee kyu      | Joung Eun joung Kim Si won Park Se young Kwon Oh sik Lim Keun soo Park Hoon | Cindy H. Yamauchi | 11月26日       |
| 第9話  | 刺客の貌       | 冨岡淳広 | Royden B          | 大西健太          | 王世林 楊鋭 玉井あかね 西谷衆平 福地祐香 山﨑匠馬 Kim Ji-young | 重本和花子        | 12月3日        |
| 第10話 | 涙の行方       | 大西信介 | 坂田純一          | 中原れい          | Kim Si won Park Se young Joung Eun joung Park Hoon | 大舘康二          | 12月10日       |
| 第11話 | 己の価値       | 石田勝也 | 長田伸二 大槻敦史 | 長田伸二          | 福地祐香 玉井あかね 森田二惟奈 蘇詩宜 朝香栞 山﨑匠馬 竹谷今日子 末澤慧 西谷衆平 本田創一 加藤初重 チャ ミョンジュン クォン ヒュンエ Yu seunr hee Kim Kyung Ho Wang Yi Xu Hui Yuan Senmao | Cindy H. Yamauchi | 12月17日       |
| 第12話 | 紙一重の攻防   | 冨岡淳広 | 吉川博明          | 貞光紳也          | KIM BONG DUK JO EUN KYUNG KIM YUN JUNG YEON JI HYE KIM JUN O HONG IN SU | 重本和花子        | 12月24日       |
| 第13話 | 世界の平和     | 猪爪慎一 | 大槻敦史          | 西畑佑紀          | - | 大舘康二          | 2022年 1月7日  |
| 第14話 | 二つの光       | 冨岡淳広 | 久保雄介          | 久保雄介          | 吉田大洋 山﨑匠馬 西谷衆平 竹谷今日子 末澤慧 五月女妃苗 柳昇希 金慶鎬 權勇上 王世林 楊鋭                                                                                                  | Cindy H. Yamauchi | 1月14日        |
| 第15話 | 拡散の力       | 大西信介 | 川尻善昭          | うえだしげる      | 西谷衆平 Won Chang hee Joung Eun joung Park Se young Kim Si won Lee Joo hyeun | -                 | 1月21日        |
| 第16話 | 最高の暗殺者   | 石田勝也 | 佐藤竜雄          | 長澤剛            | 都竹隆治 西田美弥子 | 大舘康二 黄瀬和哉 | 1月28日        |
| 第17話 | 他の5人        | 猪爪慎一 | 坂田純一          | 貞光紳也          | Park Hoon Park Se young Kim Si won Joung Eun joung Lee Joo hyeun | 大舘康二 黄瀬和哉 | 2月4日         |
| 第18話 | 最後の晩餐     | 冨岡淳広 | 大槻敦史          | 孫承希            | Jang Chul-ho THE SUN | 大舘康二 黄瀬和哉 | 2月11日        |
| 第19話 | 人間の未来     | 大西信介 | 坂田純一          | 真野玲            | 飯飼一幸 武志鵬 西田美弥子 櫻井拓郎 | 大舘康二 黄瀬和哉 | 2月18日        |
| 第20話 | 名誉の代償     | 石田勝也 | 黄瀬和哉          | 松井郁洋 三橋和弥 | Won Chang hee Oh Eun soo | 大舘康二 黄瀬和哉 | 2月25日        |
| 第21話 | 対話の時間     | 猪爪慎一 | 大槻敦史          | 真野玲            | 武志鵬 西田美弥子 大木克成 BigOwl | 黄瀬和哉          | 3月4日         |
| 第22話 | 覚悟の翼       | 冨岡淳広 | 川尻善昭          | うえだしげる      | 諸葛子敬 Park Hoon Park Se young Kim Si won Joung Eun joung Lee Joo hyeun | 黄瀬和哉 大舘康二 | 3月11日        |
| 第23話 | 思考の果て     | 大西信介 | 川尻善昭          | 末澤慧            | 山﨑匠馬 | -                 | 3月18日        |
| 第24話 | 最期の矢       | 猪爪慎一 | 黄瀬和哉          | 長澤剛            | 黄瀬和哉 | -                 | 3月25日        |

### 放送局
| 放送期間                       | 放送時間                     | 放送局         | 対象地域   | 備考                             |
| ------------------------------ | ---------------------------- | -------------- | ---------- | -------------------------------- |
| 2021年10月8日 - 2022年3月25日  | 金曜 1:28 - 1:58（木曜深夜） | TBSテレビ      | 関東広域圏 | 製作参加                         |
|                                | 金曜 23:30 - 土曜 0:00       | BS11           | 日本全域   | 製作参加 / BS放送 / 『ANIME+』枠 |
| 2021年10月9日 - 2022年3月26日  | 土曜 2:25 - 2:55（金曜深夜） | 熊本放送       | 熊本県     |                                  |
| 2021年10月12日 - 2022年3月29日 | 火曜 1:50 - 2:20（月曜深夜） | 九州朝日放送   | 福岡県     | テレビ朝日系列                   |
| 2021年10月16日 - 2022年4月2日  | 土曜 1:55 - 2:25（金曜深夜） | テレビユー福島 | 福島県     |                                  |
| 2021年10月17日 - 2022年4月3日  | 日曜 1:30 - 2:00（土曜深夜） | TBSチャンネル  | 日本全域   | CS放送                           |
|                                | 日曜 2:54 - 3:24（土曜深夜） | CBCテレビ      | 中京広域圏 |                                  |
| 2021年10月18日 - 2022年4月4日  | 月曜 1:58 - 2:28（日曜深夜） | 北海道放送     | 北海道     |                                  |
| 2021年10月20日 - 2022年4月6日  | 水曜 1:00 - 1:30（火曜深夜） | 東北放送       | 宮城県     | 『寝られなアニメ』枠             |
|                                | 水曜 1:28 - 1:58（火曜深夜） | IBC岩手放送    | 岩手県     |                                  |

| 配信開始日     | 配信時間                   | 配信サイト |
| -------------- | -------------------------- | --- |
| 2021年10月8日  | 金曜 1:58（木曜深夜） 更新 | Amazon Prime Video DMM.com Google Play GYAO!ストア HAPPY!動画 music.jp Rakuten TV VIDEX ニコニコチャンネル ひかりTV ビデオマーケット                                  |
| 2021年10月13日 | 水曜 1:58（火曜深夜） 更新 | dアニメストア （本店・ニコニコ支店・for Prime Video） dTV FOD Hulu J:COMオンデマンド milplus Netflix TELASA U-NEXT アニメ放題 アニメカ バンダイチャンネル GYAO! ABEMA |

| TBSテレビ 金曜 1:28 - 1:58（木曜深夜）                                      | TBSテレビ 金曜 1:28 - 1:58（木曜深夜） | TBSテレビ 金曜 1:28 - 1:58（木曜深夜） |
| 前番組                                                                      | 番組名                                 | 次番組                                 |
| --------------------------------------------------------------------------- | -------------------------------------- | -------------------------------------- |
| まちカドまぞく （第1期・再放送） （ここまで『アニメリコ』） ※アニメ枠は継続 | プラチナエンド                         | まちカドまぞく 2丁目                   |

### BD / DVD
| 巻 | 発売日        | 収録話          | 規格品番   | 規格品番   | 規格品番     |
| 巻 | 発売日        | 収録話          | BD         | DVD        | BDきゃにめ版 |
| -- | ------------- | --------------- | ---------- | ---------- | ------------ |
| 1  | 2022年1月19日 | 第1話 - 第6話   | PCXP-50881 | PCBP-54591 | SCXP-00111   |
| 2  | 2022年3月16日 | 第7話 - 第12話  | PCXP-50882 | PCBP-54592 | SCXP-00112   |
| 3  | 2022年5月18日 | 第13話 - 第18話 | PCXP-50883 | PCBP-54593 | SCXP-00113   |
| 4  | 2022年7月20日 | 第19話 - 第24話 | PCXP-50884 | PCBP-54594 | SCXP-00114   |

### Webアニメ
TVアニメ「プラチナエンド」解説動画 おしえて!てんしーずが各話放送後に、ぽにきゃん-Anime PONY CANYON（YouTubeチャンネル）および公式Twitterで公開される。プチキャラで登場する天使たちがキーポイントやルールなど、ストーリーの難しい部分を解説していく。また、10月4日「天使の日」にちなみTVアニメ放送に先駆けて2021年10月4日に第0話が公開された。